# ジェイムス・スリッパー
ジェイムス・スリッパー（James Slipper 1989年6月6日 - ）は 、オーストラリア出身のラグビーユニオン選手。ポジションはプロップ。
クイーンズランド州のクラブラグビー選手権クイーンズランド・プレミアラグビー(Queensland Premier Rugby)に参加するゴールドコースト・ブレイカーズ(Gold Coast Breakers)に所属。

## 人物
1989年6月6日、ゴールドコーストで生まれる。
身長185cm、体重113kg。
2024年9月21日、オーストラリア代表最多キャップ記録を更新。

## 来歴
地元のラグビークラブ、ボンド・パイレーツ(Bond Pirates)でジュニアラグビーをはじめ、サウスポート・スクール卒業。スクール在学時の2007年、ラグビーオーストラリア高校代表(Australian Schoolboys)に選出される。
2009年、20歳以下代表に選出される。日本で開催されたジュニアワールドカップでの活躍が評価され、同年Australian Under-20 Player of the Year awardを受賞。
2010年、スーパー14(現スーパーラグビー）のレッズに入る。同年、ワラビーズに初選出、イングランド戦で代表デビュー。
2024年9月21日、ザ・ラグビーチャンピオンシップ2024のニュージーランド代表戦でリザーブで出場し、オーストラリア代表選手として最多の140キャップを獲得した。

## リンク
- Wallabies Profile
- James Slipper Plus500 Brumbies